# Grammofonskiva

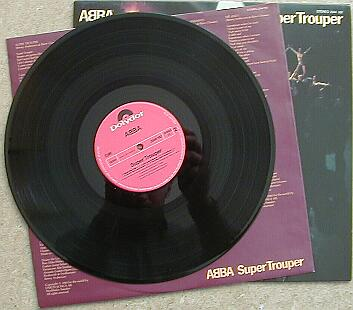
Vinylskiva.

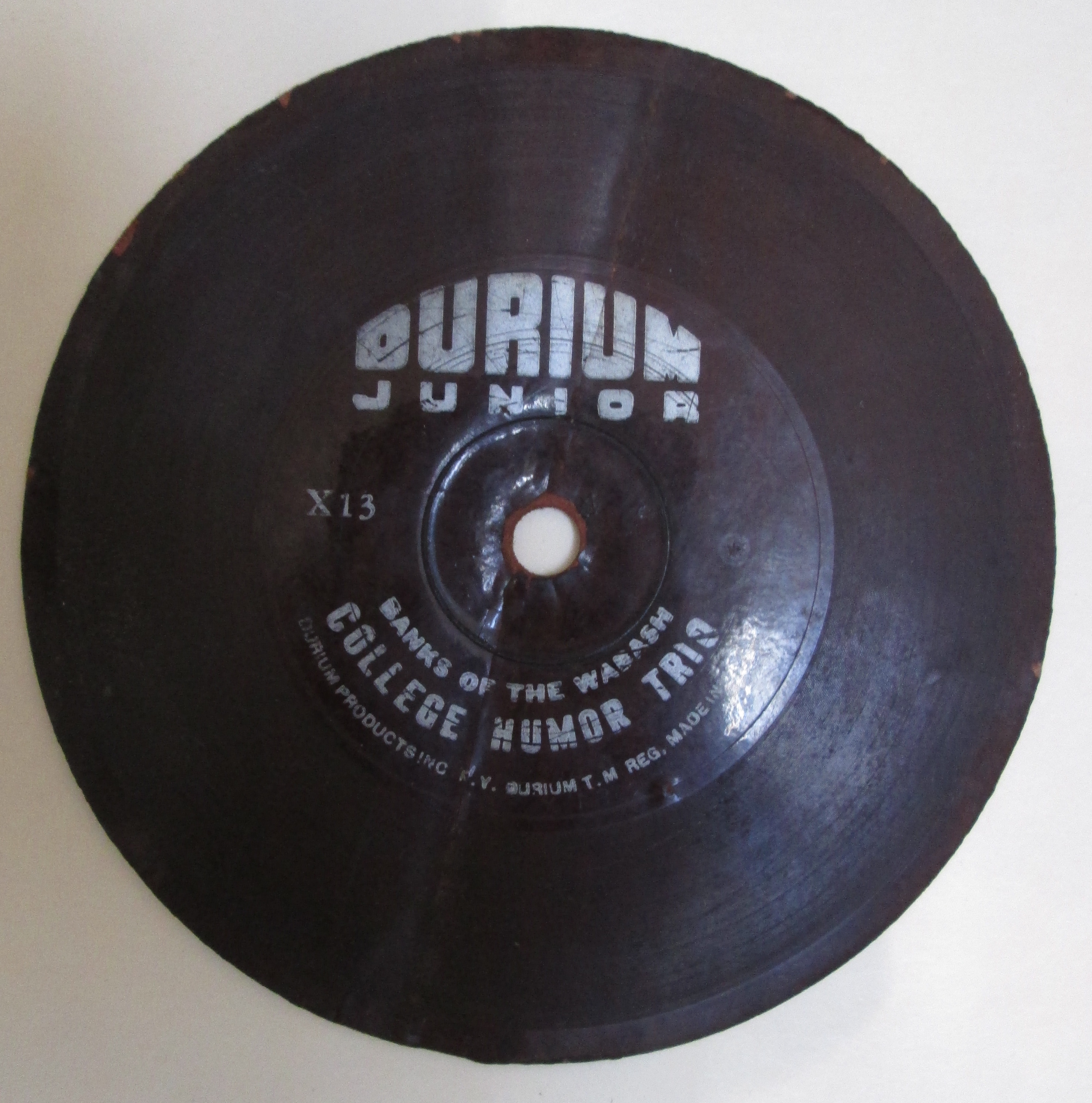
Grammofonskiva tillverkad av materialet durium.

En grammofonskiva är en typ av fonogram där ljud lagras på en cirkulär skiva i form av ett graverat spår av varierande vidd och svängning, vilket från början avlästes med en stålnål som mekaniskt påverkade ett litet membran av metall eller glimmer. Membranets vibrationer satte luften i vågrörelse som kopplades till en större eller mindre tratt, som samlade ljudet och sände det förstärkt i trattens riktning. Detta kallades trattgrammofon. Senare infördes nålmikrofonen (pickup) som kopplades till någon form av elektrisk förstärkare. 
Spåret på de flesta grammofonskivor är lateralt, det vill säga rör sig i sidled, men fram till och med 1920-talet fanns även skivor med vertikal gravyr där spåret går upp och ner. Sistnämnda teknik tillämpades även på grammofonskivans föregångare fonografcylindern. Genom en kombination av lateralgravyr och transversalgravyr av ljudspåret kan man åstadkomma en stereoinspelning, som kan läsas med en specialkonstruerad nålmikrofon och spelas upp i en stereoanläggning. Stålnålar slits starkt vid avspelningen och från början krävdes nytt grammofonstift efter varje avspelad skiva. Med förbättrat stål i nålen kunde upp till 10 skivor spelas med samma nål.
Nålmikrofonen kan göras betydligt lättare än den gamla ljuddosan, varvid slitaget på skivan reduceras avsevärt. Med stiftspets av diamant eller safir får man en nål som duger för avspelning av tusentals skivor, innan den behöver bytas. Nosradien på dessa stift måste noga anpassas till slaget av den skiva som ska avspelas. Av den anledningen utförs ofta nålmikrofonerna så att man på ett enkelt sätt kan växla mellan nålar med olika slipning av spetsen. 
Den äldsta typen av grammofonskiva var den så kallade 78-varvaren, vilken uppfanns av Emile Berliner 1887. Standardskivan med 25 cm diameter räcker för 3 à 4 minuters spelning. Det förekommer även en större skiva med 30 cm diameter och en mindre med 17 cm diameter med speltider därefter. För amatörmässig inspelning användes så kallade lackskivor, som var någorlunda lätta att gravera, men som å andra sidan bara klarade ett fåtal avspelningar, innan ljudkvaliteten gick ned katastrofalt. Dessa skivor måste avspelas med en specialnål, som lutar mycket starkt mot skivan, ett s.k. släpstift.
78-varvaren började under slutet av 1940-talet att ersättas av vinylskivan, vars tätare graverade spår och sänkt rotationshastighet möjliggjorde betydligt längre speltid än föregångaren. Dessa skivor ska avspelas med hastigheten 33 ⅓ resp 45 varv/minut. För inspelning av tal förekommer även hastigheten 16 ⅔ varv/minut. För musik ger denna hastighet oacceptabelt låg ljudkvalitet. 
Ljudet återgavs i början i mono (monofoni) där man använde endast en överföringskanal och en högtalare för att bära fram ljudet. Med vinylskivorna kom stereon (stereofonin) som ljudåtergivningsmetod och grammofonerna måste anpassas efter stereotekniken.
Under 1990-talet konkurrerades även vinylskivan i allt väsentligt ut av CD:n, varvid en hundraårig grundläggande teknik med lagring av ljud på mekanisk väg ersattes nästan helt av digital lagring. Ännu idag ges dock många nya album ut på vinylskivor.
Grammofonskivan var primärt medium för utgivning av kommersiell musik under nästan hela 1900-talet, och ersatte fonograficylindern, som tidigare också funnits, under 1920-talet. Mot 1980-talets slut började digital media att nå en större marknad, och vinylskivan började fasas ut 1991.
Skivtallriken på de första grammofonerna drevs med ett kraftigt fjäderverk, som måste dras upp med en vev för varje skiva, vevgrammofonen. En centrifugalregulator höll hastigheten konstant. Senare infördes en elektrisk motor, som drev skivtallriken. Dessa har vanligtvis en inställningsmöjlighet så att man kan välja mellan hastigheterna 78, 45 och 33 ⅓ varv per minut. Möjlighet att välja även 16 ⅔ varv per minut är sällsynt, men finns. Den hastigheten användes företrädesvis till talskivor. Med införande av den elektriska motorn möjliggjordes även skivväxlaren som kunde spela av skivorna automatiskt en efter en ur en bunt på upp till 10 skivor. Därmed kan cirka en halvtimmes sammanlagd speltid erhållas, innan man behöver ladda skivväxlaren med nya skivor.

### Fotnoter
1. ↑  ”End of track. (the vinyl record is meeting its demise in music recording industry) The Economist (US)”. 11 maj 1991. Arkiverad från originalet den 24 september 2015. https://web.archive.org/web/20150924045539/http://www.highbeam.com/doc/1G1-10705268.html. Läst 19 juni 2015.
2. ↑  It's almost final for vinyl: Record manufacturers dwindle in the U. S. Arkiverad 16 januari 2013 hämtat från the Wayback Machine. Kitchener - Waterloo Record - Kitchener, Ont., 9 januari 1991